# کارلو لگوتی
کارلو لگوتی (ایتالیایی: Carlo Legutti؛ زادهٔ ۲۹ نوامبر ۱۹۱۲) دوچرخه‌سوار اهل ایتالیا است.